# Claude Onesta
Claude Onesta (Albi, 6. veljače 1957.), bivši francuski rukometaš i trenutni izbornik Francuske rukometne reprezentacije. 
Karijeru je započeo 1968. u Toulouseu gdje je igrao do 1987. Tada se opredjeljuje za posao trenera i ostaje u istom klubu s kojim je i 1998. osvojio Francuski kup. Kada Daniel Constantini 2001. napušta klupu reprezentacije, Onesta postaje novi trener. 
Onesta je od Francuske napravio jednu od najboljih svjetskih momčadi i do sada je osvojio dva zlata (2009. i 2011.), te dvije bronce na svjetskim prvenstvima (2003. i 2005.), dva zlata i jednu broncu na europskim prvenstvima (2006., 2010. i 2008.), te zlato s OI 2008. u Pekingu.
Onesta je oženjen i ima dvoje djece. Njegov rođak je Gérard Onesta, francuski političar i član Europskog parlamenta.